# Armando Salgado
Armando Lenin Salgado Salgado (12. března 1938 – 14. dubna 2018) byl mexický fotograf a fotoreportér, který dokumentoval sociální hnutí dvacátého století v Mexiku. Je autorem nejrozšířenějších obrazů masakru Božího těla a partyzána Genara Vázqueze.

## Životopis
Začal v 60. letech fotografovat v kolumbijské džungli skupinu Ejército de Liberación Nacional. Dne 10. června 1971 fotografoval masakr Božího těla, nazývaný také Halconazo, což vedlo k tomu, že byl vězněn a mučen po dobu 10 dnů. Jeho snímky byly na obálce časopisu Time a Life.
Zemřel dne 14. dubna 2018 na rakovinu slinivky břišní. Bylo mu 80. let.